# 배둔시외버스터미널
배둔시외버스터미널은 경상남도 고성군 회화면 배둔리에 있는 대한민국의 시외버스 터미널이다.
1997년 9월 10일에 터미널 면허를 받아 운영하기 시작했다. 본래 소재지는 현 소재지의 북쪽인 회화면 남해안대로 3666(배둔리 811-1)이었으나, 간이 정류소 형태로 변경하면서 현 위치로 이전했다. 2005년에 통영대전고속도로의 진주 이남 구간이 개통하면서 이 터미널을 거쳐가던 완행 시외버스 노선 상당수가 폐지되자 이용객이 이전보다 10% 수준으로 감소하였으며, 이 때 당시 하루 평균 이용객은 약 100여명 남짓하였다고 한다. 이로 인해 터미널 운영자는 고성군에 지원을 요청하였으나 관련 근거가 없다며 거부하였고, 결국 2015년 2월 22일 부로 폐업한다고 고성군청에 폐업 신고서를 제출해 2월 12일부터 폐업에 들어갔다. 이에 따라 고성군에서 터미널 남쪽의 배둔리 1288-28번지외 1필지의 군유지 및 국유지에 약 1억 6,000만 원의 사업비를 투입해 간이 대합실, 화장실, 승강장, 캐노피 등 편의시설을 갖춘 간이 정류소를 설치하였다.

## 운행 노선

### 시외버스
| 방면        | 행선지 |
| ----------- | --- |
| 영남권 방면 | 고성, 고현, 김해, 남마산(해운동), 대구서부, 동래, 방어진, 부산동부(노포동), 부산서부, 울산, 장승포, 진주, 창원, 통영, 해운대, 양산, 언양, 경주, 포항 |